# Super six 2006
Super six 2006 byl druhý ročník poháru vítězů nejlepších šesti evropských hokejových lig – Super six. Turnaj se konal v Petrohradě od 5. ledna do 8. ledna.

## Účastníci

### Divize Alexandra Ragulina
- OHK Dynamo Moskva
- HC Slovan Bratislava
- HC Moeller Pardubice

### Divize Ivana Hlinky
- Kärpät Oulu
- HC Davos
- Frölunda HC

## Formát turnaje
Mistři šesti nejlepších hokejových lig v Evropě byli rozlosováni do dvou skupin po třech mužstvech, která se utkala ve skupině každý s každým. Skupiny byly pojmenovány po hokejistech Ivanu Hlinkovi a Alexandru Ragulinovi. Vítězové obou skupin se následně utkali o celkové prvenství ve finále.

## Základní skupina A (skupina Alexandra Ragulina)

### Tabulka
| Poř. | Tým                  | Zápasů | Výhry | Výhry v prodloužení | Porážky v prodloužení | Porážky | VG | IG | +/- | Body |
| ---- | -------------------- | ------ | ----- | ------------------- | --------------------- | ------- | -- | -- | --- | ---- |
| 1.   | OHK Dynamo Moskva    | 2      | 2     | 0                   | 0                     | 0       | 8  | 2  | +6  | 4    |
| 2.   | HC Moeller Pardubice | 2      | 1     | 0                   | 0                     | 1       | 3  | 5  | -2  | 2    |
| 3.   | HC Slovan Bratislava | 2      | 0     | 0                   | 0                     | 2       | 1  | 5  | -4  | 0    |

### Zápasy
| 5. leden 2006 | OHK Dynamo Moskva | 3:1           | HC Slovan Bratislava | Ledový palác, Petrohrad |
|               | OHK Dynamo Moskva | (2:0,0:0,1:1) | HC Slovan Bratislava |                         |

| Souhrn zápasu | Souhrn zápasu | Souhrn zápasu | Souhrn zápasu | Souhrn zápasu |
| ------------- | ------------- | ------------- | ------------- | ------------- |
|               |               |               |               |               |

| 6. leden 2006 | HC Slovan Bratislava | 0:2           | HC Moeller Pardubice | Ledový palác, Petrohrad |
|               | HC Slovan Bratislava | (0:0,0:2,0:0) | HC Moeller Pardubice |                         |

| Souhrn zápasu | Souhrn zápasu | Souhrn zápasu | Souhrn zápasu | Souhrn zápasu |
| ------------- | ------------- | ------------- | ------------- | ------------- |
|               |               |               |               |               |

| 7. leden 2006 | HC Moeller Pardubice | 1:5           | OHK Dynamo Moskva | Ledový palác, Petrohrad |
|               | HC Moeller Pardubice | (1:3,0:0,0:2) | OHK Dynamo Moskva |                         |

| Souhrn zápasu | Souhrn zápasu | Souhrn zápasu | Souhrn zápasu | Souhrn zápasu |
| ------------- | ------------- | ------------- | ------------- | ------------- |
|               |               |               |               |               |

## Základní skupina B (skupina Ivana Hlinky)

### Tabulka
| Poř. | Tým         | Zápasů | Výhry | Výhry v prodloužení | Porážky v prodloužení | Porážky | VG | IG | +/- | Body |
| ---- | ----------- | ------ | ----- | ------------------- | --------------------- | ------- | -- | -- | --- | ---- |
| 1.   | Kärpät Oulu | 2      | 2     | 0                   | 0                     | 0       | 6  | 1  | +5  | 4    |
| 2.   | HC Davos    | 2      | 1     | 0                   | 0                     | 1       | 7  | 5  | +2  | 2    |
| 3.   | Frölunda HC | 2      | 0     | 0                   | 0                     | 2       | 2  | 9  | -7  | 0    |

### Zápasy
| 5. leden 2006 | Kärpät Oulu | 3:1           | HC Davos | Ledový palác, Petrohrad |
|               | Kärpät Oulu | (1:0,0:1,2:0) | HC Davos |                         |

| Souhrn zápasu | Souhrn zápasu | Souhrn zápasu | Souhrn zápasu | Souhrn zápasu |
| ------------- | ------------- | ------------- | ------------- | ------------- |
|               |               |               |               |               |

| 6. leden 2006 | HC Davos | 6:2           | Frölunda HC | Ledový palác, Petrohrad |
|               | HC Davos | (2:0,2:1,2:1) | Frölunda HC |                         |

| Souhrn zápasu | Souhrn zápasu | Souhrn zápasu | Souhrn zápasu | Souhrn zápasu |
| ------------- | ------------- | ------------- | ------------- | ------------- |
|               |               |               |               |               |

| 7. leden 2006 | Frölunda HC | 0:3           | Kärpät Oulu | Ledový palác, Petrohrad |
|               | Frölunda HC | (0:1,0:1,0:1) | Kärpät Oulu |                         |

| Souhrn zápasu | Souhrn zápasu | Souhrn zápasu | Souhrn zápasu | Souhrn zápasu |
| ------------- | ------------- | ------------- | ------------- | ------------- |
|               |               |               |               |               |

### Výsledek finále
| 8. leden 2006 | OHK Dynamo Moskva | 5:4 SN            | Kärpät Oulu | Ledový palác, Petrohrad |
|               | OHK Dynamo Moskva | (1:0,1:2,2:2-0:0) | Kärpät Oulu |                         |

| Souhrn zápasu | Souhrn zápasu | Souhrn zápasu | Souhrn zápasu | Souhrn zápasu |
| ------------- | ------------- | ------------- | ------------- | ------------- |
|               |               |               |               |               |

## Nejlepší hráči turnaje
- Nejlepší hráč turnaje: Maxim Sušinskij (OHK Dynamo Moskva)

- Nejlepší brankář: Niklas Bäckström (Kärpät Oulu)

- Nejlepší obránce: Brett Hauer (HC Davos)

- Nejlepší útočník: Michail Grabovskij (OHK Dynamo Moskva)

- All Stars team novinářů: Niklas Bäckström (Kärpät Oulu), Mikko Lehtonen (Kärpät Oulu) – Brett Hauer (HC Davos), Jari Viuhkola (Kärpät Oulu) – Michail Grabovskij (OHK Dynamo Moskva) – Maxim Sušinskij (OHK Dynamo Moskva)